# Сарасвати
Сарасвати (санскрит: सरस्वती) је једно од божанстава из хиндуистичког пантеона. Она је богиња знања, музике и уметности. Сарасвати се поистовјећује са истоименом ведском ријеком. Она је пратиља Брахме, бога стварања. Скупа са богињама Лакшми и Парвати или Дурга, чини тројство, тзв. Тридеви ("три богиње"). Оне су пратиље мушког тројства богова, тзв. Тримурти који чине Брахма, Вишну и Шива. Сарасватина дјеца су Веде, најстарији хиндуистички свети текстови. 